# Motionless in White
Motionless in White ist eine 2005 gegründete Metalcore-Band aus Scranton, Pennsylvania, die derzeit bei Roadrunner Records unter Vertrag steht. Gründungsmitglieder sind Chris Motionless, Angelo Parente, Frank Polumbo und Kylie White. Nach mehreren Besetzungswechseln besteht die Band heute aus Sänger Chris Cerulli (Chris Motionless), den zwei Gitarristen Ricky Olson (Ricky Horror) und Ryan Sitkowski, Justin Morrow am Bass und Schlagzeuger Vinny Mauro.
Bisher veröffentlichte die Gruppe mit The Whorror im Jahr 2007, When Love Met Destruction ein Jahr später sowie eine auf 1.000 Stück limitierte Split-CD mit The Word Alive, die 2009 exklusiv in Japan veröffentlicht wurde, drei EPs. Die ersten beiden EPs wurden über Masquerade bzw. Tragic Hero Records veröffentlicht, die Split-EP erschien über Triple Vision Entertainment. Nach einem Wechsel zu Fearless Records brachte die Band drei Studioalben heraus. Das Debütalbum Creatures erschien 2010. Zwei Jahre später folgte mit Infamous das Nachfolger-Album. Im September 2014 veröffentlichte die Gruppe mit Reincarnate ihr drittes Studioalbum, welches sich erstmals außerhalb der Vereinigten Staaten im Vereinigten Königreich und in Australien in den Charts platzieren konnte, während die ersten beiden Alben lediglich in den heimischen Charts vertreten waren. Im Mai des Jahres 2017 erfolgte nach einem Wechsel zu Roadrunner Records die Herausgabe des vierten Studioalbums Graveyard Shift.
Die Band spielt Metalcore. Manche Kritiker beschreiben die Musik als „Horror-Metal“. Geprägt ist der Sound von schwer-spielbaren Gitarrenriffs, gelegentlichen Blastbeats, Breakdowns und Keyboardeinsätzen. Die Musiker beschreiben Gruppen aus den verschiedensten Spielweisen der Rock- und Metalszene wie Rammstein, The Black Dahlia Murder, Depeche Mode und Twisted Sister als ihre musikalischen Einflüsse. Die Liedtexte handeln von persönlichen Erfahrungen der Musiker, Kritik an der Musikindustrie, historische Persönlichkeiten, fiktiven Charakteren und Mythen.
Die Band tourte bereits in Nord- und Südamerika, Europa und Australien. Dabei war die Gruppe mit Bands wie Asking Alexandria, Pierce the Veil, While She Sleeps, Betraying the Martyrs, All That Remains, For the Fallen Dreams, Marilyn Manson, In This Moment und A Day to Remember zu sehen. Die Gruppe spielte mehrfach auf der Warped Tour und auf dem Soundwave Festival.

## Geschichte

### Gründung und erste Jahre

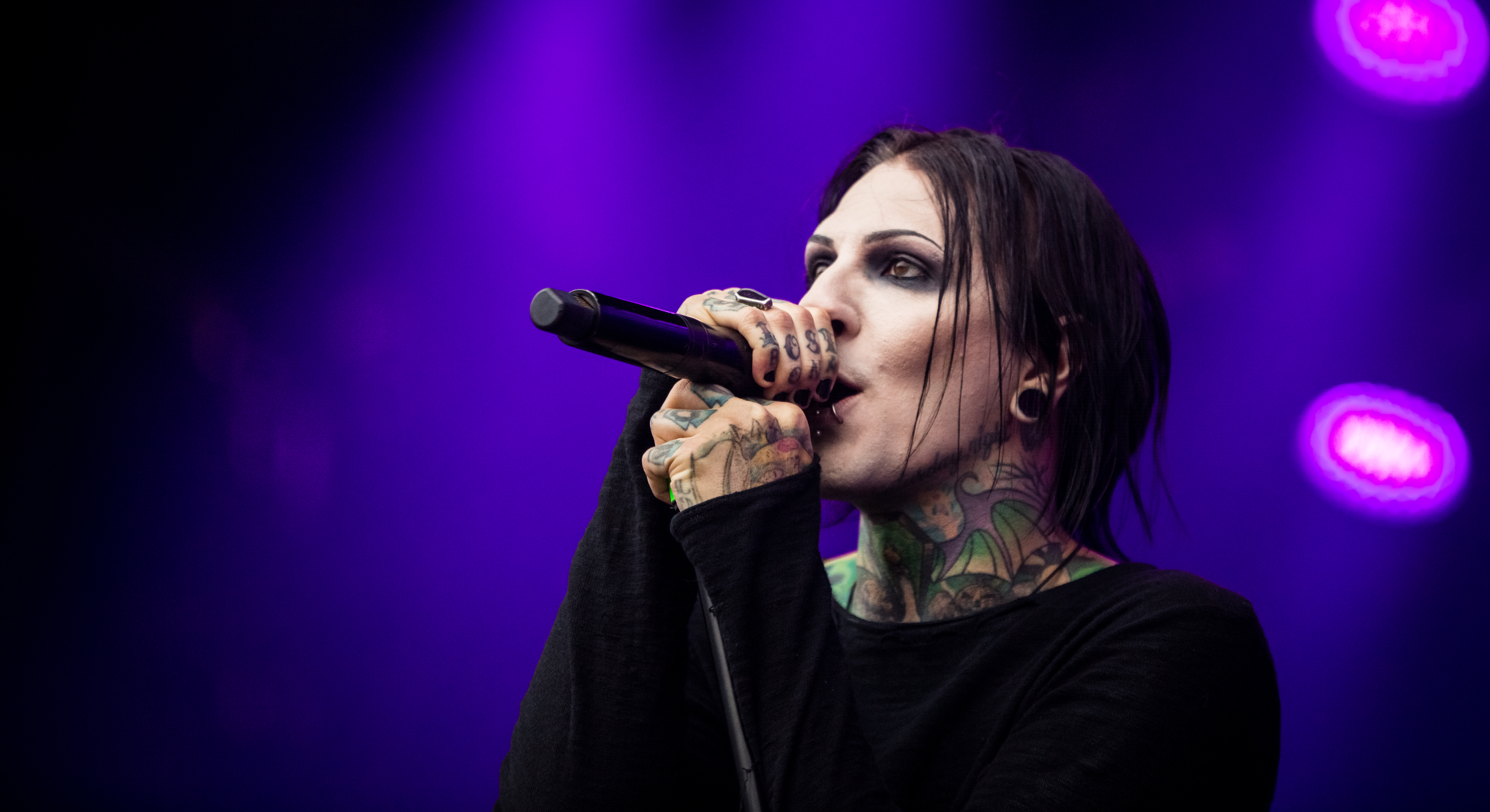
Chris Cerulli live bei Rock am Ring 2017

Motionless in White wurde im Jahr 2005 in Scranton im US-Bundesstaat Pennsylvania von Sänger Chris Motionless, Schlagzeuger Angelo Parente, Gitarrist Frank Polumbo und E-Bassist Kyle White, welche zu diesem Zeitpunkt die Highschool besuchten gegründet. Noch im gleichen Jahr veröffentlichte die Gruppe ihr erstes Demo. Knapp ein Jahr darauf wurde Josh Balz als Keyboarder in die Gruppe integriert und Frank Polumbo wechselte zum E-Bass. Mit Michael Constanza und TJ Bell wurden zwei neue Gitarristen aufgenommen, was dazu führte, dass Kyle White ausstieg und Chris Motionless Frontsänger der Band wurde.
2007 brachte die Gruppe mit The Whorror ihre erste professionelle EP über Masquerade Records heraus. Während der Konzertreisen, die das Ziel verfolgten die EP zu bewerben, schrieb die Gruppe an Material für ihr Debütalbum. Auch der Fakt, dass es sich bei Masquerade Records um eine lokale Plattenfirma handelte, brachte die Band nicht davon ab ihr Album zu produzieren. Dieses heißt When Love Met Destruction und wurde im Jahr 2008 veröffentlicht. Verkauft wurde das Album während der Warped Tour 2008. Gitarrist Michael Constanza wurde durch Ryan Sitkowski als Gitarrist ersetzt. Durch den Auftritt der Gruppe auf der Warped Tour wurden größere Musiklabels auf Motionless in White aufmerksam, was dazu führte, dass die Band bei Tragic Hero Records unterkam. Bereits Ende des Jahres 2008 erfolgte ein erneuter Wechsel, dieses Mal zu Fearless Records. Allerdings wurde die Neuauflage des Albums When Love Met Destruction am 17. Februar 2009 über Tragic Hero veröffentlicht. Zu der allerersten Single der Gruppe, Ghost in the Mirror drehte die Band ihr allererstes Musikvideo.

### Besetzungswechsel undCreatures

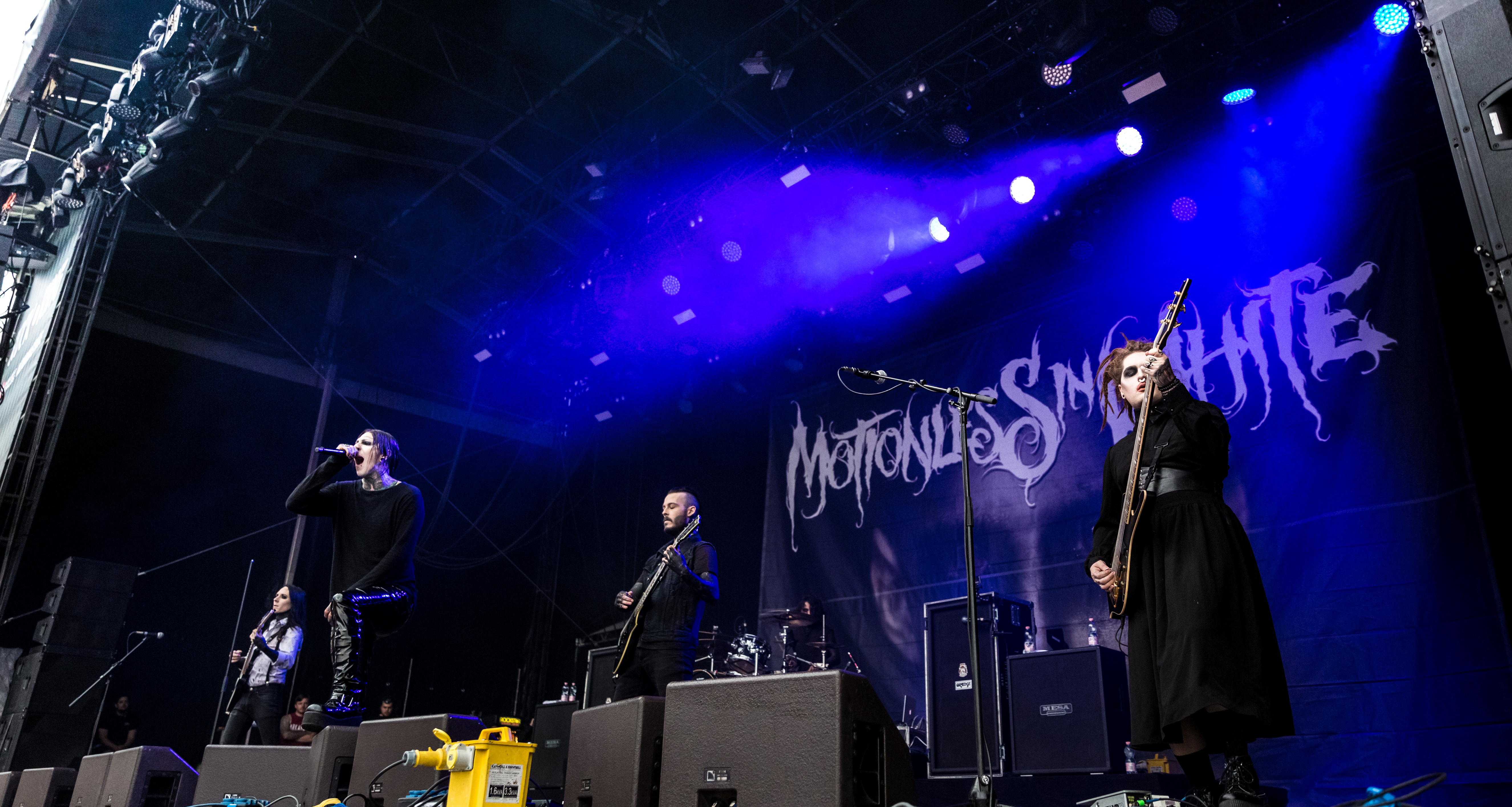
Motionless in White live bei Rock am Ring 2017

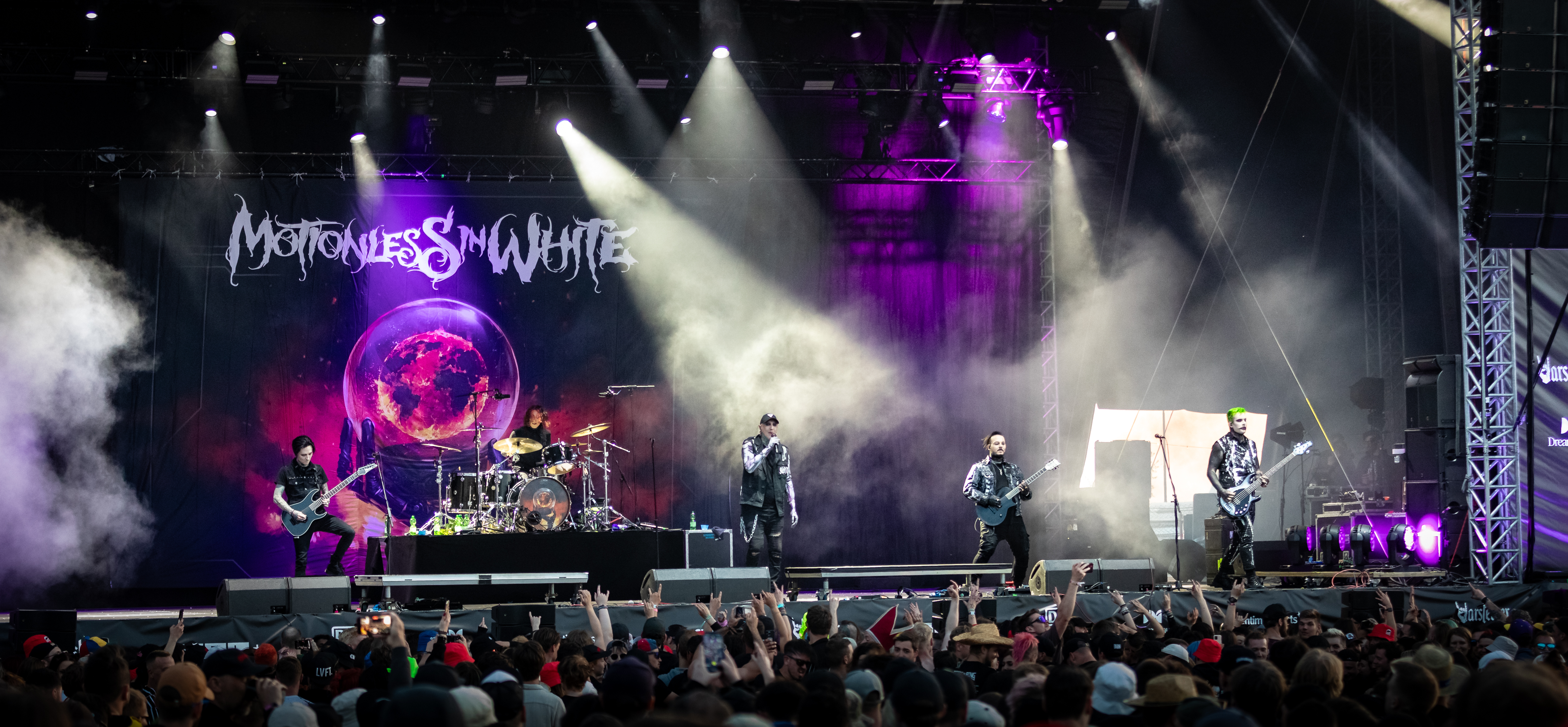
Motionless in White live bei Rock am Ring 2023

Nach der erneuten Veröffentlichung von When Love Met Destruction trennte sich Bassist Polumbo aus ungeklärten Gründen von der Band, wodurch Ricky Horror im Oktober 2009 als neuer Musiker integriert wurde. Am 26. August 2009 erschien eine Split-EP mit The Word Alive exklusiv in Japan. Diese EP wurde über Triple Vision Entertainment veröffentlicht und ist auf 1.000 Exemplare limitiert. Im Mai 2010 bezog die Band mit Produzent Andrew Wade das Studio, um an ihrem Debütalbum zu arbeiten. Am 30. August 2010 wurde mit Abigail die erste Single über das Revolver Magazin veröffentlicht. Ein Musikvideo wurde erst Monate später gedreht und herausgebracht. Zu den Stücken Creatures, Immaculate Misconception und Puppets (The First Snow) wurde jeweils ein weiteres Video produziert, wobei es sich bei letzterem um ein Live-Video handelt, die die Gruppe während der Allstars Tour 2011 zeigte. Creatures wurde am 12. Oktober 2010 offiziell über Fearless Records veröffentlicht. Das Album stieg auf Platz 175 in den offiziellen US-Albumcharts ein, wo es sich lediglich eine Woche lang halten konnte.
Am 4. Mai 2011 wurde TJ Bell aus der Band geworfen. Grund war unter anderem seine Beteiligung als Session-Musiker bei Escape the Fate, während einer eigenen Konzertreise. Laut der Band informierte Bell diese erst verspätet über seine Aushilfstätigkeit bei Escape the Fate. Dies hatte zur Folge, dass die Gruppe ihre Tournee mit lediglich einem Gitarristen absolvieren musste. Nach Bekanntwerden des Rauswurfes wechselte Ricky Horror vom E-Bass zur Rhythmusgitarre. Die ersten Konzertreisen nach der Entlassung Bells, darunter die Europatour mit Blessthefall und Pierce the Veil zwischen September und Oktober, wurden von einem unbekannten Bassisten begleitet, welcher später als Devin Sola bekanntgegeben und am 27. November 2011 offiziell als neues permanentes Bandmitglied vorgestellt wurde. Anfang 2012 coverte die Gruppe das Lied My Friend of Misery von Metallica für ein Tribute-Coveralbum zu The Black Album, welches später als CD-Beilage im britischen Kerrang! zu finden war. Außerdem tourte die Gruppe als Vorband für Marilyn Manson durch Australien.

### Wachsende Bekanntheit undInfamous

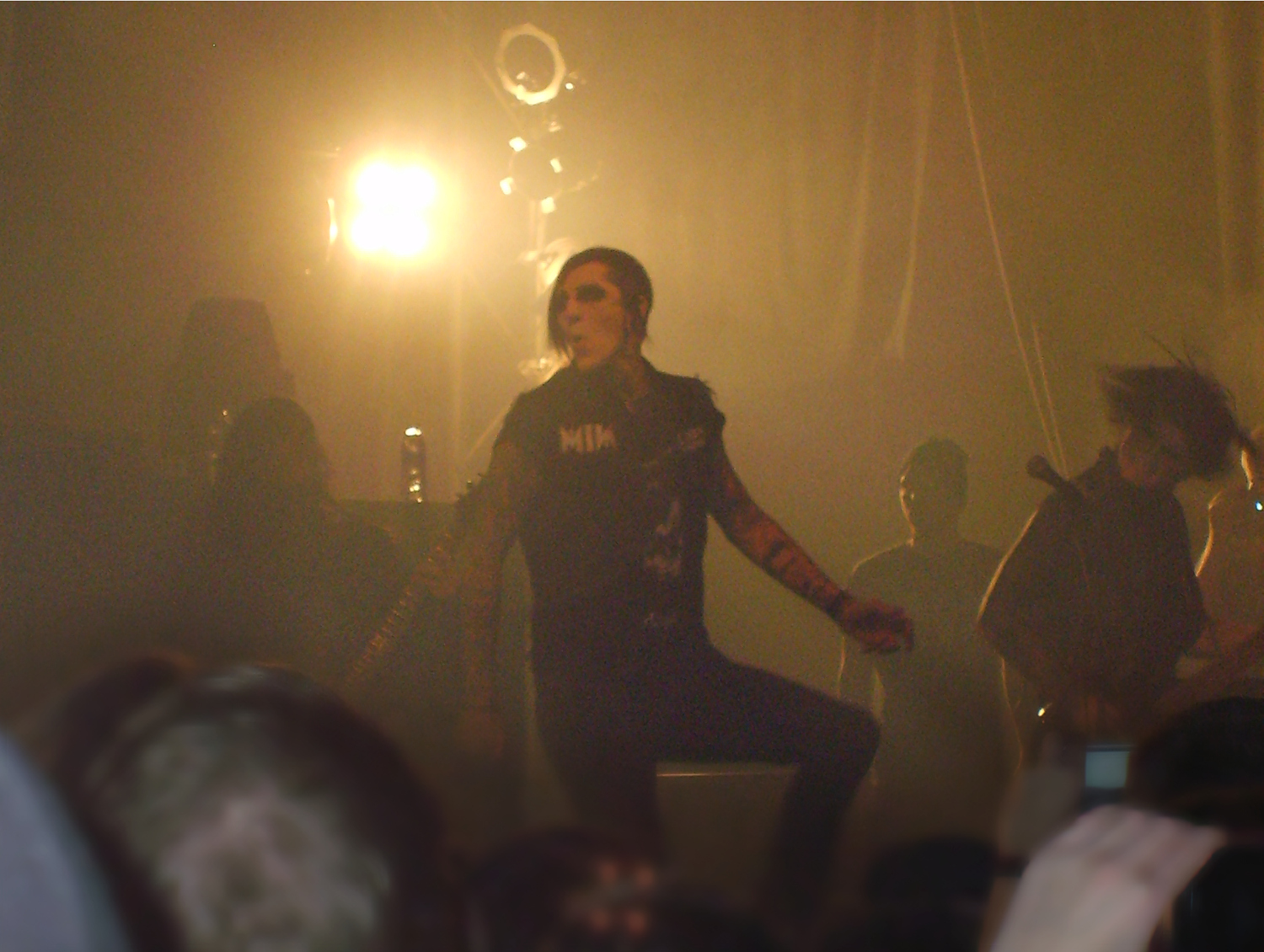
Chris „Motionless“ Cerulli während eines Auftrittes in Köln

Im März und Februar 2012 spielte die Gruppe im Rahmen des Soundwave Festivals eine Australien-Tour. Zwischen dem 16. Juni und 5. August 2012 spielte die Gruppe im Rahmen der Warped Tour auf der Monster Energy Stage mit Gruppen wie Chelsea Grin, Blessthefall, For Today, Mayday Parade und Every Time I Die. Die Gruppe arbeitete mit verschiedenen Produzenten, darunter Musiker Tim Skold und Jason Suecof um ihrem musikalischen Bereich weiteren Spielraum zu ermöglichen. Am 25. September 2012 wurde mit Devil’s Night die erste Singleauskopplung ihres zweiten Studioalbums veröffentlicht; ein Musikvideo folgte im November. Die zweite Single, If It’s Dead, We’ll Kill It erschien Anfang Oktober. Am 13. November 2012 wurde Infamous, das zweite Album der Band, offiziell veröffentlicht. Es stieg auf Platz 53 der US-Albumcharts ein.
Im März 2013, kurz nach dem Ende ihrer Europatour als Vorband für Asking Alexandria, erklärte Schlagzeuger Angelo Parente den Rücktritt aus Motionless in White. Er begründete diesen Schritt damit, dass es für ihn an der Zeit sei, etwas Neues auszuprobieren. Die Trennung erfolgte im beidseitigen Einverständnis ohne Anzeichen auf interne Differenzen. Brandon Richter schloss sich der Gruppe als neuer Schlagzeuger an. Im Juni und August spielte die Gruppe im Rahmen des Mayhem Festivals auf 26 Konzerten durch die Vereinigten Staaten und Kanada. Es folgte die erste Konzertreise durch Südamerika mit Asking Alexandria. Am 11. Juni 2013 wurde Infamous als Special-Edition mit zusätzlichen Remix-Stücken von Celldweller, Combichrist und Ricky Horror neu aufgelegt. Zudem wurde das Musikvideo zu A-M-E-R-I-C-A veröffentlicht, dass vom Slipknot-Perkussionist Shawn Crahan produziert wurde. Im September 2013 spielte die Band ihre erste Konzertreise als Headliner durch das Vereinigte Königreich, welche von Glamour of the Kill und The Defiled begleitet wurde. Im Oktober und November folgte eine weitere Support-Tournee durch Nordamerika für In This Moment auf deren Hellpop Tour. Im Dezember war Motionless in White Vorband für All That Remains.

### Erneute Musikersuche,Reincarnateund der internationale Durchbruch

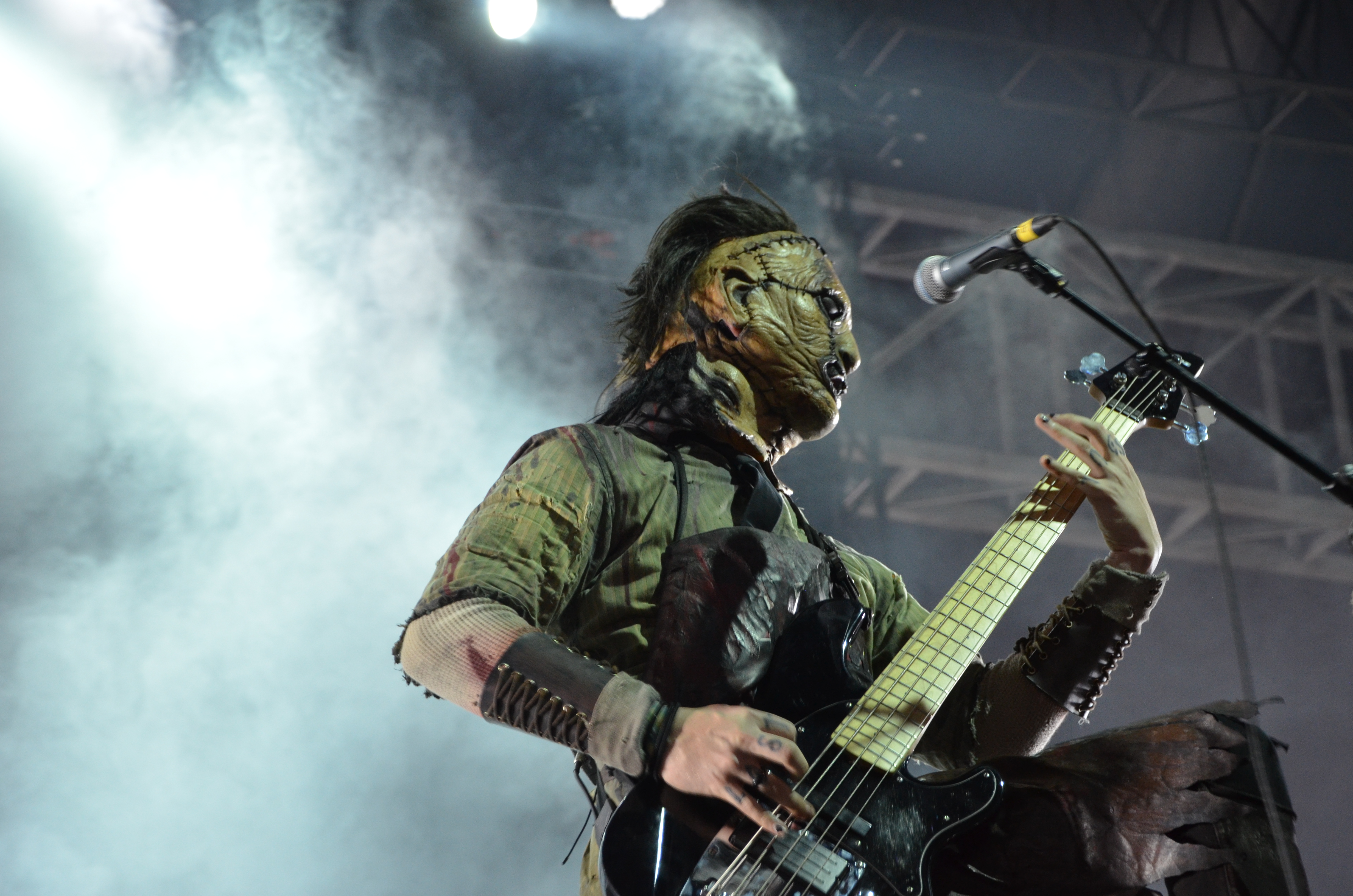
Devin Sola bei Rock am Ring in Mendig, 2015.

Am 23. Januar 2014 kündigte die Gruppe eine kurze Konzertreise mit Like Moths to Flames und For the Fallen Dreams an. Nach dieser Tournee begaben sich die Musiker ins Studio, um mit den Arbeiten an ihrem inzwischen dritten Album zu beginnen. Im Februar 2014 folgte die Ankündigung, dass die Gruppe erstmals auf der Hauptbühne der Warped Tour spielen werde. Am selben Tag gab die Band und Fearless Records bekannt, dass sie das Lied Du Hast von Rammstein für die Punk Goes 90s Vol. 2 covern werden. Ende des Monats veröffentlichte Brandon Richter, dass er die Gruppe wieder verlassen werde. Am 23. April 2014 wurde das Album, welches Reincarnate heißt, über Social Media für Mitte September angekündigt. Die Musiker gaben bekannt als Quintett arbeiten zu wollen, welche bei Konzerten von Session-Musiker unterstützt werden sollen. Am 11. Juni 2014 wurde das Cover-Artwork vorgestellt. Reincarnate wurde am 16. September 2014 in Nordamerika und im Vereinigten Königreich offiziell veröffentlicht. In Deutschland erschien das Album drei Tage später. In Australien und im Vereinigten Königreich konnte sich das Album in dem offiziellen Albumcharts platzieren, was den ersten Charteinstieg eines Albums für die Band außerhalb der Vereinigten Staaten bedeutete.
Im September und Oktober 2014 war die Gruppe mit Bring Me the Horizon als Vorband für A Day to Remember in Nordamerika zu sehen. Im Oktober und November 2014 folgte anschließend eine Europatournee als Co-Headliner mit Lacuna Coil. Vom 20. Februar 2015 bis zum 29. März 2015 tourte die Band mit For Today und Ice Nine Kills durch die Vereinigten Staaten und Kanada. Am 5. März 2015 war die Gruppe in einem Verkehrsunfall verwickelt, bei dem keines der Bandmitglieder verletzt wurde. Die Gruppe kündigte an trotz des Zwischenfalls die laufende Tournee fortzusetzen. Am ersten Juniwochenende 2015 tritt die Gruppe erstmals bei Rock am Ring und Rock im Park auf. Die Gruppe wurde bereits im Februar für die Schwesterfestivals in der Vulkaneifel und Nürnberg bestätigt. Etwa einen Monat später war Motionless in White als Vorband für Lamb of God und Slipknot zu sehen. Diese Tournee endete im September. Zuvor absolvierte die Band zwischen dem 8. und 18. Juli 2015 eine Co-Headliner-Tournee mit Bullet for My Valentine, welche durch Brasilien, Argentinien, Chile und Kolumbien führte. Im Oktober und November 2015 spielte die Gruppe mit Upon a Burning Body im Vorprogramm für The Devil Wears Prada. Eine Tournee mit Chelsea Grin und New Years Day, welche im November durch das Vereinigte Königreich führen sollte, wurde aufgrund der Terroranschläge in Paris Mitte November ins Jahr 2016 verschoben. Die Gruppe war Teil der Big Ass Tour von A Day to Remember und The Amity Affliction, welche zwischen dem 12. und 20. Dezember 2015 in Australien stattfand.

### Labelwechsel undGraveyard Shift
In einem Interview, dass die Gruppe Backstage am 22. Juli 2015 während der Alternative Press Music Awards führte, gab die Gruppe bekannt, dass man mit den ersten Arbeiten am Nachfolger von Reincarnate begonnen habe. Am 4. Januar 2016 wurde angekündigt, dass die Band ihr viertes Album nicht mehr über Fearless Records veröffentlichen werden.
Am 22. Juni 2016 bot die Gruppe ihre neue Stand-Alone-Single 570 für einen Tag als Gratis-Download an. Zudem wurde bekannt, dass die Band einen Plattenvertrag bei Roadrunner Records unterschrieben habe. Das Album wurde für 2017 angekündigt. Zwei Tage später startete die Gruppe im Rahmen der Warped Tour eine Konzertreise durch die Vereinigten Staaten, welche am 13. August 2016 endet. Auf der Festivaltournee ist die Gruppe auf der Monster Energy Party Zone unter anderem mit Bullet for My Valentine, Crown the Empire und The Color Morale. Im September und Oktober 2016 spielt die Band zusammen mit Korn und Breaking Benjamin im Rahmen der Nocturnal Underground Tour durch die Vereinigten Staaten. Mitte Oktober wurde Motionless in White für die Schwesterfestivals Rock am Ring und Rock im Park angekündigt.
Am 31. Oktober 2016 wurde der Titel des inzwischen vierten Studioalbums bekanntgegeben. Es heißt Graveyard Shift und wurde am 5. Mai 2017 auf weltweiter Ebene veröffentlicht.
Josh Balz gab Mitte Januar 2017 den Ausstieg aus der Band bekannt.

## Stil
Fearnet beschreibt die Musik von Motionless in White als „Horror-Metal“. Typische Liedstrukturen der Band zeichnen sich durch kompliziert zu spielende Gitarrenriffs, gelegentlichen Blastbeats während der Strophen und den Einsatz von Breakdowns aus. Durch den Gebrauch eines Keyboards erhält der Sound auf dem Debütalbum Creatures eine „tiefe und dunkle Atmosphäre“. Auf dem zweiten Album Infamous bewege sich die Gruppe, laut Alternative Press, Revolver und Kerrang!, auf den Pfaden von Marilyn Manson.
Die Musiker haben in mehreren Interviews erzählt, dass sie von einer Mehrzahl an Bands aus verschiedenen Musikrichtung im Rock- und Metalbereich beeinflusst werden, darunter August Burns Red, It Dies Today, Slipknot, Rammstein, Rob Zombie, Christian Death, Twisted Sister, Depeche Mode und The Black Dahlia Murder.
Die Liedtexte von Motionless in White sind auf einer persönlichen Basis gehalten. Haupttexter ist Chris Motionless. So finden sich in seinen (früheren) Texten Kritik gegenüber der Kirche (Immaculate Misconception), der eigenen Vergangenheit (Cobwebs, Count Chocolitis) und zerbrochene Beziehungen sowie deren Folgen (Puppets (The First Snow)) wieder. Aber auch historische Persönlichkeiten wie Jack the Ripper (London in Terror), Abigail Williams (Abigail), fiktionale Charaktere wie Edward mit den Scherenhänden (Scissorhands (The Last Snow)) und Dexter Morgan (Dark Passenger) werden aufgegriffen. Ebenso finden mythologische Begebenheiten wie die Legende von Sleepy Hollow (Undead Ahead) in seinen Texten Erwähnung. Das Lied Creatures wurde von Fans der Gruppe geschrieben. Hierzu gestaltete die Gruppe einen Wettbewerb, in dem Fans einen kurzen Part zu den Musikern schicken konnten, die die Gruppe in einen Songtext umschreibt.

## Diskografie
Studioalben

| Jahr | Titel Musiklabel                                | Höchstplatzierung, Gesamtwochen, AuszeichnungChartplatzierungen (Jahr, Titel, Musiklabel, Platzierungen, Wochen, Auszeichnungen, Anmerkungen) | Höchstplatzierung, Gesamtwochen, AuszeichnungChartplatzierungen (Jahr, Titel, Musiklabel, Platzierungen, Wochen, Auszeichnungen, Anmerkungen) | Höchstplatzierung, Gesamtwochen, AuszeichnungChartplatzierungen (Jahr, Titel, Musiklabel, Platzierungen, Wochen, Auszeichnungen, Anmerkungen) | Höchstplatzierung, Gesamtwochen, AuszeichnungChartplatzierungen (Jahr, Titel, Musiklabel, Platzierungen, Wochen, Auszeichnungen, Anmerkungen) | Höchstplatzierung, Gesamtwochen, AuszeichnungChartplatzierungen (Jahr, Titel, Musiklabel, Platzierungen, Wochen, Auszeichnungen, Anmerkungen) | Höchstplatzierung, Gesamtwochen, AuszeichnungChartplatzierungen (Jahr, Titel, Musiklabel, Platzierungen, Wochen, Auszeichnungen, Anmerkungen) | Anmerkungen                                                 |
| Jahr | Titel Musiklabel                                | DE | AT | CH | UK | US | Rock | Anmerkungen                                                 |
| ---- | ----------------------------------------------- | --- | --- | --- | --- | --- | --- | ----------------------------------------------------------- |
| 2010 | Creatures Fearless Records                      | — | — | — | — | US175 (1 Wo.)US | — | Erstveröffentlichung: 12. Oktober 2010                      |
| 2012 | Infamous Fearless Records                       | — | — | — | — | US53 (1 Wo.)US | Rock19 (2 Wo.)Rock | Erstveröffentlichung: 13. November 2012 Verkäufe: + 83.000  |
| 2014 | Reincarnate Fearless Records                    | — | — | — | UK43 (1 Wo.)UK | US9 (4 Wo.)US | Rock1 (4 Wo.)Rock | Erstveröffentlichung: 16. September 2014 Verkäufe: + 31.000 |
| 2017 | Graveyard Shift Roadrunner Records              | DE88 (1 Wo.)DE | — | CH99 (1 Wo.)CH | UK72 (1 Wo.)UK | US27 (1 Wo.)US | Rock5 (1 Wo.)Rock | Erstveröffentlichung: 5. Mai 2017                           |
| 2019 | Disguise Roadrunner Records                     | DE54 (1 Wo.)DE | AT69 (1 Wo.)AT | CH65 (1 Wo.)CH | UK98 (1 Wo.)UK | US27 (1 Wo.)US | Rock4 (1 Wo.)Rock | Erstveröffentlichung: 7. Juni 2019                          |
| 2022 | Scoring the End of the World Roadrunner Records | DE30 (1 Wo.)DE | AT36 (1 Wo.)AT | CH87 (1 Wo.)CH | UK92 (1 Wo.)UK | US12 (2 Wo.)US | Rock2 (1 Wo.)Rock | Erstveröffentlichung: 10. Juni 2022                         |

## Auszeichnungen und Nominierungen
- Alternative Press Music Awards
  - 2014: Bester Bassist für Devin Sola (nominiert)[72]

- Revolver Golden Gods Awards
  - 2014: Bester Film/Bestes Video für A-M-E-R-I-C-A (nominiert)[73]

- Kerrang! Awards
  - 2012: Bester internationale Newcomer (nominiert)[74]

## Belege
1. 1 2 3  Amanda Batista: Interview with Motionless In White: Growing Creatures. In: TheAquarian.com. The Aquarian Weekly, abgerufen am 12. April 2014.
2. ↑  Motionless in White The Whorror. In: Allmusic.com. Allmusic, abgerufen am 12. April 2014.
3. ↑  Track-By-Track: Motionless in White. Alternative Press, archiviert vom Original (nicht mehr online verfügbar) am 27. Februar 2011; abgerufen am 28. Oktober 2011.  Info: Der Archivlink wurde automatisch eingesetzt und noch nicht geprüft. Bitte prüfe Original- und Archivlink gemäß Anleitung und entferne dann diesen Hinweis.
4. 1 2  Fearless Records signs Motionless In White. Lambgoat, abgerufen am 28. Oktober 2011.
5. ↑  Motionless in White (Memento des Originals vom 25. Dezember 2010 im Internet Archive)  Info: Der Archivlink wurde automatisch eingesetzt und noch nicht geprüft. Bitte prüfe Original- und Archivlink gemäß Anleitung und entferne dann diesen Hinweis. Fearless
6. ↑  Tyler Smith: Alternative Press (Ausgabe 334): 10 Essential Rare Records You Never Knew About, S. 84: „We released our debut EP 'Empire' in July of 2009 on Fearless Records. Shortly after the release, we signed an exclusive Japanese deal with Triple Vision who released an extremly split with our EP and Motionless in White's EP. It is untitled and only 1,000 were ever made.“
7. ↑  Motionless in White enter the studio to record debut album (Memento des Originals vom 29. Mai 2010 im Internet Archive)  Info: Der Archivlink wurde automatisch eingesetzt und noch nicht geprüft. Bitte prüfe Original- und Archivlink gemäß Anleitung und entferne dann diesen Hinweis. SMN News
8. ↑  "Abigail" Is Now Available On iTunes. In: Buzznet.com. Motionless In White, archiviert vom Original (nicht mehr online verfügbar) am 3. Juli 2015; abgerufen am 13. April 2014.  Info: Der Archivlink wurde automatisch eingesetzt und noch nicht geprüft. Bitte prüfe Original- und Archivlink gemäß Anleitung und entferne dann diesen Hinweis.
9. ↑  Jonathan Barkan: Motionless In White Release 'Abigail' Video. In: Bloody-disgusting.com. Bloody Disgusting, abgerufen am 13. April 2014.
10. ↑  Brian Kraus: Motionless In White premiere "Immaculate Misconception" video. In: AltPress.com. AltPress, abgerufen am 13. April 2014.
11. ↑  Brian Kraus: Motionless In White premiere "Puppets" video. In: AltPress.com. AltPress, abgerufen am 13. April 2014.
12. ↑  Michael Duncan: Motionless in White Part Ways with Guitarist TJ Bell. In: Rock Edition. Abgerufen am 6. Mai 2011.
13. 1 2  Tim Karan: Motionless In White officially part ways with guitarist TJ Bell. In: AltPress.com. AltPress, archiviert vom Original (nicht mehr online verfügbar) am 30. Dezember 2014; abgerufen am 13. April 2014.  Info: Der Archivlink wurde automatisch eingesetzt und noch nicht geprüft. Bitte prüfe Original- und Archivlink gemäß Anleitung und entferne dann diesen Hinweis.
14. ↑  Michael Duncan: Motionless in White Announce New Bassist. Rock Edition, abgerufen am 27. November 2011.
15. ↑  Michele Bird: Alternative Press: Blessthefall announce European tour with Pierce The Veil and Motionless In White
16. ↑  Blabbermouth.net: Kerrang! Magazine's 'Covered' Tribute To Metallica's Black Album; Cover Artwork Unveiled
17. ↑  Kory Grow: Revolver: Motionless in White Issue Recording and Tour Update
18. ↑  Brayden Darke: The AU Review: Marilyn Manson Australian Tour 2012 – Soundwave Sidewaves
19. ↑  Brian Kraus: Alternative Press: Vans Warped Tour 2012 announce stage lineups (Memento des Originals vom 18. Dezember 2015 im Internet Archive)  Info: Der Archivlink wurde automatisch eingesetzt und noch nicht geprüft. Bitte prüfe Original- und Archivlink gemäß Anleitung und entferne dann diesen Hinweis.
20. ↑  Jon Ableson: Motionless In White Announce New Single "Devil's Night". In: Alterthepress.com. Alter The Press, abgerufen am 12. April 2014.
21. ↑  Motionless in White Release Tour Trailer, Clip of New Song, "If It’s Dead, We’ll Kill it". Revolver, abgerufen am 4. Oktober 2012.
22. ↑  Blabbermouth.net: Motionless In White: 'Devil's Night' Video Released
23. ↑  Guille Vazquez: The Brutal Family: Angelo Parente abandona Motionless In White (Memento des Originals vom 28. Februar 2014 im Internet Archive)  Info: Der Archivlink wurde automatisch eingesetzt und noch nicht geprüft. Bitte prüfe Original- und Archivlink gemäß Anleitung und entferne dann diesen Hinweis.
24. ↑  Cassie Whitt: Alternative Press: Motionless In White drummer and founding member Angelo Parente leaves band
25. ↑  Angela Mastrogiacomo: Motionless In White Announce New Drummer. In: Infectiousmagazine.com. Infectious Magazine, abgerufen am 12. April 2014.
26. ↑  Spencer Kaufman: 2013 Rockstar Mayhem Festival Lineup Unveiled: Rob Zombie, Five Finger Death Punch + More. In: Loudwire.com. Loudwire, abgerufen am 22. April 2014.
27. ↑  Ryan´s Rock Show: Asking Alexandria & Motionless in White to Tour Latin America
28. ↑  Cassie Whitt: Motionless In White premiere ‘Infamous’ bonus tracks. In: AltPress.com. AltPress, abgerufen am 12. April 2014.
29. ↑  Motionless In White Premiere New Music Video, "America," Directed by Slipknot’s Shawn "Clown" Crahan. In: Revolvermag.com. Revolver Magazine, abgerufen am 12. April 2014.
30. ↑  Already Heard: Motionless In White UK Tour with The Defiled and Glamour Of The Kill (Memento des Originals vom 1. März 2014 im Internet Archive)  Info: Der Archivlink wurde automatisch eingesetzt und noch nicht geprüft. Bitte prüfe Original- und Archivlink gemäß Anleitung und entferne dann diesen Hinweis.
31. ↑  Mary Quellette: Loudwire: In This Moment Reveal Hellpop Tour Trek With Motionless in White, Kyng + All Hail the Yeti
32. ↑  wookubus: The PRP: All That Remains, Motionless In White & SOiL Tour To Kick Off This Month (Updated)
33. ↑  Alternative Press: Motionless in White announce tour with For the Fallen Dreams, The Plot in You and more (Memento des Originals vom 2. Februar 2014 im Internet Archive)  Info: Der Archivlink wurde automatisch eingesetzt und noch nicht geprüft. Bitte prüfe Original- und Archivlink gemäß Anleitung und entferne dann diesen Hinweis.
34. ↑  Lambgoat: Warped Tour 2014 adds Parkway Drive, Vanna
35. ↑  Matt Crane: Alternative Press: Fearless Records announce full ‘Punk Goes ‘90s’ tracklist
36. ↑  Lambgoat: Motionless In White drummer quits band
37. ↑  Matt Crane: Motionless In White announce new album, ‘Reincarnate’. In: Altpress.com. AltPress, abgerufen am 23. April 2014.
38. ↑  Wookubus: Motionless In White To Remain A Quintet Going Forward. The PRP, abgerufen am 2. Juni 2014.
39. ↑  Rock Sound: MOTIONLESS IN WHITE JOIN A DAY TO REMEMBER’S PARKS & DEVASTATION TOUR (Memento des Originals vom 3. August 2014 im Internet Archive)  Info: Der Archivlink wurde automatisch eingesetzt und noch nicht geprüft. Bitte prüfe Original- und Archivlink gemäß Anleitung und entferne dann diesen Hinweis.
40. ↑  Rock Sound: MOTIONLESS IN WHITE JUST ANNOUNCED A CO-HEADLINE TOUR WITH… LACUNA COIL
41. ↑  Tyler Sharp: Alternative Press: Motionless In White, For Today, Ice Nine Kills tour dates announced (Memento des Originals vom 23. Dezember 2015 im Internet Archive)  Info: Der Archivlink wurde automatisch eingesetzt und noch nicht geprüft. Bitte prüfe Original- und Archivlink gemäß Anleitung und entferne dann diesen Hinweis.
42. ↑  Tyler Sharp: Alternative Press: Motionless In White involved in van accident
43. ↑  Musikexpress: Rock am Ring und Rock im Park bestätigen neue Bands 2015!
44. ↑  Kai Leichtlein: Metal Hammer: Weitere Bands für Rock am Ring / Rock im Park 2015 bestätigt
45. ↑  Tyler Sharp: Alternative Press: Slipknot announce headlining tour with Lamb Of God, Bullet For My Valentine, Motionless In White
46. ↑  Tyler Sharp: Alternative Press: Bullet For My Valentine announce headlining tour with Motionless In White
47. ↑  Bram Teitelman: Metal Insider: The Devil Wears Prada teaming up with Motionless in White, Upon A Burning Body for October tour
48. ↑  Joe DiVita: Loudwire: Motionless In White Postpone UK-Tour With Chelsea Grin
49. ↑  Australian Broadcasting Corporation: The Amity Affliction and A Day To Remember announce Big Ass Tour
50. ↑  Cassie Whitt: Alternative Press: Motionless In White talk plans for their next album in the APMAs Gibson Backstage Lounge (Memento des Originals vom 1. November 2016 im Internet Archive)  Info: Der Archivlink wurde automatisch eingesetzt und noch nicht geprüft. Bitte prüfe Original- und Archivlink gemäß Anleitung und entferne dann diesen Hinweis.
51. ↑  Tyler Sharp: Alternative Press: Motionless In White won’t release new album on Fearless Records
52. ↑  Tyler Sharp: Alternative Press: Motionless In White Release Song For Free Download - Listen (Memento des Originals vom 1. November 2016 im Internet Archive)  Info: Der Archivlink wurde automatisch eingesetzt und noch nicht geprüft. Bitte prüfe Original- und Archivlink gemäß Anleitung und entferne dann diesen Hinweis.
53. ↑  Tyler Sharp: Alternative Press: Motionless In White confirm Roadrunner signing
54. ↑  Tyler Sharp: Alternative Press: Tons of heavy bands announced for Warped Tour 2016
55. ↑  Rock Sound: See The FULL Vans Warped Tour Line-Up (Memento des Originals vom 22. März 2016 im Internet Archive)  Info: Der Archivlink wurde automatisch eingesetzt und noch nicht geprüft. Bitte prüfe Original- und Archivlink gemäß Anleitung und entferne dann diesen Hinweis.
56. ↑  Chad Childers: Loudwire: Korn + Breaking Benjamin Reveal Fall 2016 U.S. Co-Headlining Tour
57. ↑  Alternative Press: Josh Balz leaves band
58. ↑  Motionless in White 'Creatures' Music Video Teaser. In: FEARnet. Fearnet, abgerufen am 22. September 2014.
59. ↑  Heany, Gregory: Creatures – Motionless in White. Allmusic, abgerufen am 22. September 2014.
60. ↑  motionlessinwhitedaily.tumblr.com
61. ↑  Review: Motionless In White – Infamous. revolvermag.com, 30. Oktober 2012, archiviert vom Original (nicht mehr online verfügbar) am 27. September 2013; abgerufen am 30. Juni 2013.  Info: Der Archivlink wurde automatisch eingesetzt und noch nicht geprüft. Bitte prüfe Original- und Archivlink gemäß Anleitung und entferne dann diesen Hinweis.
62. ↑  Interview: Chris Motionless (Motionless in White). Horrornews.net, abgerufen am 21. Februar 2014.
63. ↑  Hellhound Music Motionless In White Interview. Hellhoundmusic.com, abgerufen am 21. Februar 2014.
64. ↑  Brandon Geist: Motionless in White Vocalist Chris Motionless on His Favorite Slipknot Song – Heavy Metal News | Music Videos |Golden Gods Awards. revolvermag.com, 21. September 2011, abgerufen am 21. Februar 2014.
65. ↑  Interview with Motionless In White: Growing Creatures | The Aquarian Weekly. Theaquarian.com, 12. Dezember 2012, abgerufen am 21. Februar 2014.
66. ↑  Curse the Day You Knew: Motionless In White | All Access Rock Music MagazineAll Access Rock Music Magazine. Allaccessmagazine.com, archiviert vom Original (nicht mehr online verfügbar) am 23. Februar 2014; abgerufen am 21. Februar 2014.  Info: Der Archivlink wurde automatisch eingesetzt und noch nicht geprüft. Bitte prüfe Original- und Archivlink gemäß Anleitung und entferne dann diesen Hinweis.
67. ↑  Interview with Motionless in White. Vampirefreaks.com, archiviert vom Original (nicht mehr online verfügbar) am 5. November 2013; abgerufen am 21. Februar 2014.  Info: Der Archivlink wurde automatisch eingesetzt und noch nicht geprüft. Bitte prüfe Original- und Archivlink gemäß Anleitung und entferne dann diesen Hinweis.
68. ↑  Twisted Sister’s Dee Snider and Son Join Forces for Motionless in White Video. Loudwire.com, 12. November 2011, abgerufen am 21. Februar 2014.
69. 1 2 3 4  Alternative Press: Track-by-Track: Motionless in White (Memento des Originals vom 27. Februar 2011 im Internet Archive)  Info: Der Archivlink wurde automatisch eingesetzt und noch nicht geprüft. Bitte prüfe Original- und Archivlink gemäß Anleitung und entferne dann diesen Hinweis.
70. ↑  Evans Drumheads : Artist Detail : Angelo Parente. Daddario.com, archiviert vom Original (nicht mehr online verfügbar) am 7. Februar 2014; abgerufen am 21. Februar 2014.  Info: Der Archivlink wurde automatisch eingesetzt und noch nicht geprüft. Bitte prüfe Original- und Archivlink gemäß Anleitung und entferne dann diesen Hinweis.
71. 1 2  Keith Caulfield: Billboard: Barbra Streisand Debuts at No. 1 on Billboard 200, Chris Brown at No. 2
72. ↑  Colin Stutz: Billboard: Alternative Press Announces Inaugural AP Music Awards, Nominees
73. ↑  Ultimate-Guitar: Guns N' Roses, Korn and More Revealed Among Revolver Golden Gods 2014 Performers
74. ↑  And the nominees are... (Memento vom 28. Februar 2014 im Webarchiv archive.today) Bauer Media Group